# Cystidia eurymede
Cystidia eurymede är en fjärilsart som beskrevs av Victor Ivanovitsch Motschulsky 1860. Cystidia eurymede ingår i släktet Cystidia och familjen mätare. Inga underarter finns listade i Catalogue of Life.